# Lista de obras em língua portuguesa sob domínio público
Por ordem alfabética de autores com obras em domínio público.

## A

### Abel Botelho(1856  -  1917)
- O Barão de Lavos[1]
- O Livro de Alda[2]
- Amanhã
- Fatal Dilema
- Próspero Fortuna
- Mulheres da Beira
- Sem Remédio
- Os Lázaros
- Amor Crioulo, Vida Argentina
- Jucunda
- A Imaculável
- Vencidos da Vida
- Claudina
- Fruto do Tempo

### Adolfo Caminha(1867 - 1897)
- Bom Crioulo[3]
- Cartas Literárias
- Judite e as Lágrimas de um Crente (contos)
- A Normalista
- No País dos Ianques
- Tentação
- Vôos Incertos

### Afonso Arinos(1868 - 1916)
- O Contratador de Diamantes[4]
- Histórias e Paisagens[4]
- Os Jagunços[4]
- Lendas e Tradições Brasileiras[4]
- O Mestre de Campo[4]
- Notas do Dia[4]
- Ouro! Ouro!
- Pelo Sertão [4]

### Rei Afonso X(1221 - 1284)
- Cantigas de Santa Maria

### Alexandre Herculano(1810 - 1877)
- Arras por Foro de Espanha[5]
- O Bispo Negro[6]
- O Bobo
- A Dama Pé de Cabra
- Eurico, o Presbítero
- A Harpa do Crente[7]
- História das Origens e Estabelecimento da Inquisição em Portugal (3 vols.)
- História de Portugal (4 vols.)[7]
- Lendas Narrativas
- O Monge de Cister
- A Morte do Lidador
- Poesias

### Almeida Garrett(1799 -1854)
- O Alfageme de Santarém
- O Arco de Sant'ana
- Um Auto de Gil Vicente
- Camões
- Catão
- Dona Branca
- Folhas Caídas
- Frei Luís de Souza
- Helena
- Lírica de João Mínimo
- Portugal na Balança da Europa
- O Retrato de Vênus
- Viagens na Minha Terra

### Alphonsus de Guimarães
- Câmara Ardente
- Dona Mística
- Escada de Jacó
- Kiriale
- Os Mendigos
- Pastoral aos Crentes do Amor e da Morte
- Pauvre Lire
- Poemas
- Pulvis
- Sentenário das dores de Nossa Senhora

### Aluísio Azevedo(1857 - 1913)
- Casa de Orates [8]
- Casa de Pensão [9]
- Condessa Vésper[8]
- O Cortiço[9]
- O Coruja[10]
- Demônios[10]
- Filomena Borges[8]
- A Flor de Lis[8]
- Girândola de Amores
- O Homem[8]
- Uma Lágrima de Mulher[9]
- Livro de uma Sogra[11]
- Mattos, Malta ou Matta?
- A Mortalha de Alzira[10]
- O Mulato [9]
- O Touro Negro[8]
- Aos Vinte Anos
- Pegadas[10]

### Álvares de Azevedo(1831 - 1852)
- Conde Lopo[12]
- Lira dos Vinte Anos [12]
- Macário[12]
- Noite na Taverna[12]
- O Poema do Frade
- Poemas Malditos

### Ambrósio Fernandes Brandão(1555 - 1618)
- Diálogo das Grandezas do Brasil[13]

### Ana de Castro Osório(1872 - 1935)
- A accão da mulher na guerra atual
- A Bem da Pátria: As mães devem amamentar seus filhos
- A Bem da Pátria: A educação da criança pela mulher
- A Boa Mãe
- A Capela das Rosas
- A Comedia da Lili
- A Educação Cívica da Mulher
- A Grande Aliança: A Minha Propaganda no Brasil
- A Influência da Mãe na Raça Portuguesa
- A minha Pátria
- A mulher no Casamento e no Divorcio
- As operárias das fábricas de Setúbal e a greve
- De como Portugal foi chamado à Guerra
- Dias de festa
- Garret no Pantheon
- Homenagem a Garret
- Infelizes
- Lendo e Aprendendo
- Mundo Novo
- O direito da mãe
- Ser Bom
- Uma Missão do Padre Graínha
- Viagens aventurosas de Felicio e Felizarda ao Brasil

### André João Antonil(1650 - 1716)
- Cultura e Opulência do Brasil por suas Drogas e Minas

### Antero de Quental(1842 - 1891)
- Odes Modernas [14]
- Antologia[15]
- Primaveras Românticas[14]
- Raios de Extinta Luz[14]
- Sonetos Completos[14]

### Frei António das Chagas(1631 - 1682)
- Cartas Espirituais
- Mourão Restaurado
- Canto Panegírico `Vitória de Elvas
- Filis e Demofonte
- Soledades
- Sermões Genuinos

### Antonio Feliciano de Castilho(1800 - 1875)
- Cartas de Eco e Narciso
- Amor e Melancolia, Coimbra
- A Noite do Castelo e Ciúmes do Bardo
- Escavações Poéticas
- Quadros Históricos de Portugal
- Felicidade pela Agricultura
- Tratado de Versificação Portuguesa

### Antônio Ferreira(1528 - 1569)
- Bristo
- Cioso
- Poemas Lusitanos
- Tragédia de dona Inês de Castro

### Antônio José da Silva(O Judeu) (1705 - 1793 )
- Guerras do Alecrim e da Manjerona

### Antônio Nobre(1867 - 1900)
- Só
- Despedidas
- Primeiros versos

### Pe. Antônio Vieira(1608 - 1697)
- Cartas (3 vols.)
- História do Futuro
- Sermões (1679 – 1748)
- Sermão I - Maria Rosa Mística
- Sermão II - Maria Rosa Mística
- Sermão III - Maria Rosa Mística
- Sermão pelo Bom Sucesso das Armas de Portugal contra as de Holanda
- Sermão dos Bons Anos
- Sermão de Santo Antônio
- Sermão da Sexagésima
- Sermão da Quinta Dominga da Quaresma

### Apolinário Porto-Alegre(1844 - 1904)
- O Vaqueano

### Artur Azevedo(1855 - 1908)
- Abel e Helena
- Amor por Anexins
- A Capital Federal
- O Califa da Rua do Sabão
- A Casadinha de Fresco
- Contos Escolhidos
- Contos Fora da Moda
- A Filha de Maria Angu
- A Jóia
- O Liberato
- Nova Viagem à Lua
- Os Noivos
- A Pele do Lobo
- A Princesa dos Cajueiros
- À Porta da Botica
- O Rio de Janeiro em 1877
- Uma Véspera de Reis

### Augusto dos Anjos(1884 - 1914)
- Eu e Outras Poesias[16]

## B

### Basílio da Gama(1741 - 1795)
- Os Campos Elíseos
- A Declamação Trágica
- Epitalâmio às Núpcias da Sra. D. Maria
- Lenitivo da Saudade
- Quitúbia
- O Uruguai

### Bento Teixeira(1561 -?)
- Prosopopéia

### Bernardim Ribeiro(1482? - 1552?)
- Menina e Moça [17]
- Obras publicadas no "Cancioneiro Geral de Garcia de Resende"[17]

### Bernardo Guimarães(1825 - 1884)
- Cantos da Solidão
- O Ermitão de Muquém
- A Escrava Isaura
- O Garimpeiro
- A Ilha Maldita
- O Índio Afonso
- Lendas e Romance
- Histórias e Tradições da Província de minas Gerais
- Maurício
- O Pão de Ouro
- Poesias (1865)
- Rosaura, a Enjeitada
- O Seminarista

### Bocage(1765 - 1805)
- Os Amores (Poemas Escolhidos)
- Os Dois Gatos
- Os Dois Burros e o Mono
- Parnaso Bocagiano (Coleção Integral e não expurgada das Poesias Eróticas Burlescas e Satíricas)
- Rimas
- Sonetos e Outros Poemas
- A Virtude Laureada (Última obra publicada em vida do autor)

### Brás Garcia Mascarenhas(1596 - 1656)
- Viriato Trágico[18]

### Bruno Buss Gesser(1997 - )
- Memórias de Uma Terra Esquecida
- Unicórnios para Coraline
- Prolixidade Silenciosa
- A Queda dos Ambíguos

## C

### Camilo Castelo Branco(1825 - 1890)
- Amor de Perdição
- Amor de Salvação
- Amores do Diabo
- A Brasileira de Prazins
- Os Brilhantes do Brasileiro
- A Bruxa de Monte Córdova
- Carlota Ângela
- A Caveira do Mártir
- Coisas que Só Eu Sei
- Coração, Cabeça e Estômago
- A Corja
- O Esqueleto
- Eusébio Macário
- O Judeu
- Livro Negro do Pe. Diniz
- Mistérios de Lisboa
- Novelas de Mistério ou Terror
- Novelas de Transição
- Novelas do Minho
- Novelas Históricas
- Novelas Satíricas e de Costumes
- Onde Está a Felicidade?
- Uma Praga Rogada nas Escadarias da Forca
- O Que Fazem as Mulheres
- A Queda de um Anjo
- O Regicida
- O Retrato de Ricardina
- O Senhor do Poço de Ninães
- A Viúva do Enforcado

### Camilo Pessanha(1867 - 1926)
- Clepsidra
- China

### Capistrano de Abreu(1853 - 1927)
- Capítulos de História Colonial
- Os Caminhos Antigos e o Povoamento do Brasil

### Casimiro de Abreu(1839 - 1860)
- Camila
- Camões e o Jaú
- Carolina
- As Primaveras

### Castro Alves(1847 - 1871)
- A Cachoeira de Paulo Afonso
- Os Escravos
- Espumas Flutuantes
- Gonzaga (ou a Revolução das Minas)
- Hinos do Equador
- O Navio Negreiro
- Poesias Coligidas

### Cecília Meireles(1901 - 1964)
- Romanceiro da Inconfidência

### Cesário Verde(1855 - 1886)
- O Livro de Cesário Verde

### Cláudio Manuel da Costa(Glauceste Satúrnio) (1729 - 1789)
- Epicédio
- Labirinto de Amor
- Minúsculo Métrico
- Parnaso Obsequioso

- Poemas
- Vila Rica

### Conde de Ficalho(1837 - 1903)
- As Viagens de Pero da Covilhã
- Flora dos Lusíadas
- Plantas Úteis da África Portuguesa
- Garcia de Orta e o seu Tempo
- Uma Eleição Perdida

### Correia Garção(Córidon Erimanteu) (1724  -  1773)
- Obras Poéticas

### Cristóvão Falcão(1515? - 1557?)
- Crisfal

## D

### Diogo Brandão(?  -  c. 1530)
- Fingimento de amores

### Dom Diniz(1261 - 1325)
- 138 canções compiladas nos cancioneiros (Cancioneiro da Vaticana etc.)

### Domingos Caldas Barbosa(1740 - 1800)
- Viola de Lereno

### Domingos Olímpio(1850 - 1906)
- O Almirante
- Luzia Homem
- Uirapuru

## E

### Eça de Queirós(1845 - 1900)
- Alves & Cia.
- A Capital
- Cartas D'Amor - O Efêmero Feminino
- A Cidade e as Serras
- O Conde de Abranhos
- Correspondência de Fradique Mendes
- O Crime do Padre Amaro
- Episódios da Vida Romântica
- A Ilustre Casa de Ramires
- Os Maias
- O Mandarim
- O Mistério da Estrada de Sintra (em parceria com Ramalho Ortigão)
- O Primo Basílio
- Prosas Bárbaras
- A Relíquia
- São Cristóvão

- Contos:
  - Singularidades de uma rapariga loura
  - Um poeta lírico
  - No moinho
  - Civilização
  - O tesouro
  - Frei Genebro
  - Adão e Eva no Paraíso
  - A aia
  - O defunto
  - José Matias
  - A perfeição
  - O suave milagre

### Eduardo Guimarães(1892 - 1928)
- Caminho da Poesia
- Cantos da Terra Natal
- Divina Quimera
- Estâncias de um Peregrino
- Poemas à Bem Amada
- Rimas dos Reinos dos Céus

### Emiliano Perneta(1866 - 1921)
- Alegoria
- Carta à Condessa D'Eu
- Floriano
- Ilusão
- O Inimigo
- Música
- Oração da Estátua do Marechal Floriano
- Pena de Talião
- Prosas
- Setembro

### Euclides da Cunha(1866 - 1909)
- Canudos : Diário de uma Expedição
- Castro Alves e seu Tempo
- Contrastes e confrontos (ensaios)
- A Margem da Geografia
- A Margem da História
- Ondas e Outros Poemas Esparsos
- Peru versus Bolívia
- Relatório sobre o Alto Perus
- Os Sertões

## F

### Fagundes Varela Luis Nicolau(1841 - 1875)
- Anchieta (ou Evangelho nas Selvas)
- Cantos do Ermo e da Cidade
- Cantos e Fantasias
- Cantos Meridionais
- Cantos Religiosos
- Diário de Lázaro
- O Estandarte Auriverde
- Noturnos
- Poemas
- Vozes da América

### Ambrósio Fernandes Brandão(1555 - 1618)
- Diálogos das Grandezas do Brasil

### Pe. Fernão Cardim(1540? - 1625)
- Narrativa Espitolar duma Viagem
- Missão Jesuítica
- Tratados da Terra e da Gente do Brasil

### Fernão Lopes(1380 - 1374)
- Crônica de El-Rei D. Fernando
- Crônica de El-Rei D. João
- Crônica de El-Rei D. Pedro

### Fernão Mendes Pinto(1510? - 1583)
- Peregrinação

### Florbela Espanca(1894 - 1930)
- Charneca em Flor
- Livro de Mágoas
- Livro de Sóror Saudade
- Mensageira das Violetas
- Reliquiae
- Trocando Olhares

### Joaquim José da França Júnior(1838 - 1890)
- Amor com Amor se Paga
- Como se Fazia um Deputado
- O Defeito de Família
- Entrei Para o Clube Jácome
- Ingleses na Costa
- Maldita Parentela
- Meia hora de cinismo
- O Tipo Brasileiro

### Francisca Júlia(1874 - 1920)
- Esfinges
- Mármores

### Francisco Manuel de Melo(1608 - 1666)
- Tuba de Calíope
- Sanfonha de Euterpe
- Viola de Talia
- Auto do Fidalgo Aprendiz
- Apólogos Dialogais:Relógios Falantes
- Hospital das Letras

- Carta de Guia de Casados
- Obras Métricas

### Franklin Távora(1842 - 1888)
- Cartas a Cincinato
- O Cabeleira
- A Casa de Palha
- Um Casamento no Arrabalde
- Os Índios do Jaguaribe
- Lourenço - crônicas
- O Matuto
- Um Mistério de Família
- O Sacrifício
- Três Lágrimas
- A Trindade Maldita - contos

## G

### Gabriel Pereira de Castro(1571  -  1632)
- Ulisseia ou Lisboa Edificada

### Gabriel Soares de Sousa(c.1540 - 1591)
- Tratado Descritivo do Brasil

### Garcia de Resende(1470 - 1536)
- Editor de Cancioneiro Geral de Garcia Resende
- Trovas à morte de D. Inês de Castro

### Gil Vicente(1465? - 1537?)
- Auto da Alma
- Auto da Barca da Glória
- Auto da Barca do Inferno
- Auto da barca do Purgatório
- Auto da Fé
- Auto da Feira
- Auto da India
- Auto da Lusitânia
- [Tragicomédia Pastoril da Serra da Estrela]
- Auto de Mofina Mendes
- Auto Pastoril Castelhano
- Auto Pastoril Português
- Comédia do Viúvo
- D. Duardos
- Farsa ou Auto de Ines Pereira
- Floresta de Enganos
- Juiz da Beira
- O Monólogo do Vaqueiro (ou Auto da Visitação)
- Quem tem Farelos
- Trilogia das Barcas
- O Velho da Horta

### Gomes Leal(1848 - 1921)
- Tributo de Sangue
- A Canalha
- Claridades do Sul
- A Fome de Camões
- História de Jesus
- O Anticristo
- Fim de um Mundo
- Serenatas de Hilário no Céu
- A Mulher de Luto
- O Senhor dos Passos da Graça
- Mefistófeles em Lisboa
- A Senhora da Melancolia
- Novas Verdades Cruas

### Gonçalves Crespo(1846 - 1883)
- Miniaturas

### Gonçalves Dias(1823 - 1864)
- Beatriz Cenci
- Boadil
- Brasil e Oceânia
- Cantos e Recantos
- Dicionário da Língua Tupi
- I-Juca Pirama
- Leonor de Mendonça
- Meditação
- Novos Cantos
- Patbull
- Poemas
- Primeiros Cantos
- Segundos Cantos
- Sextilhas de Frei Antão
- Os Timbiras
- Últimos Cantos

### Gonçalves de Magalhães(1811 - 1882)
- A Alma e o Cérebro
- Antônio José (O Poeta e a Inquisição) (teatro)
- Cânticos Fúnebres
- Comentários e Pensamentos
- A Confederação dos Tamoios
- Olgiato
- Poesias
- Suspiros Poéticos e Saudades
- Urânia (poesia)

### Graça Aranha(1868 - 1931)
- Canaã
- Espírito Moderno
- A Estética da Vida
- Futurismo, Manifesto de Marinetti e seus Companheiros
- Machado de Assis e Joaquim Nabuco
- Malazarte
- Meu Próprio Romance
- A Viagem Maravilhosa

### Gregório de Matos(1633 - 1696)
- Crônica do Viver Baiano Seiscentista
- Seleção de Obras Poéticas

### Guerra Junqueiro(1850 - 1923)
- A Morte de D. João
- A Musa em Férias
- A Velhice do Padre Eterno
- Poesias Dispersas
- Os Simples
- Pátria
- Oração ao Pão
- Oração à Luz
- Horas de Luta

## H

### Hans Staden
- Duas viagens ao Brasil

### Hugo de Carvalho Ramos
- Tropas e Boiadas

## I

### Inácio José de Alvarenga Peixoto(1744 - 1793)
- Sonetos e Odes

### Inglês de Sousa(1853 - 1918)
- O Cacaulista
- Contos Amazônico
- O Coronel Sangrando
- Histórias de um Pescador
- O missionário

### Isaías Barbosa(1957...)
- Poesias Olhos verdes, Devoção, Operário Patrão

## J

### Jacintho Antônio de Mattos
- Colonização do Estado de Santa Catharina

### João da Cruz e Sousa(1861 - 1898)
- Broquéis
- Evocações
- Faróis
- O Livro Derradeiro
- Missal
- Tropos e Fantasias (parceria com Virgílio Várzea)
- Últimos Sonetos

### João do Rio(1881 - 1921)
- A Alma Encantadora das Ruas

### João de Deus(1830 - 1896)
- Flores do Campo
- Campo de Flores
- Prosas

### João Simões Lopes Neto(1865 - 1916)
- Contos Gauchescos
- Lendas do Sul

### Joaquim de Sousândrade(1833 - 1902)
- O Guesa Errante
- Harpas de Ouro
- Harpas Selvagens
- Novo Éden

### Joaquim Manuel de Macedo(1820 - 1882)
- Amor e Pátria
- A Carteira do Meu tio
- O Cego
- Cincinato Quebra-Louça
- Cobé
- O Culto do Dever
- Os Dois Amores
- O Fantasma Branco
- O Forasteiro
- A Luneta Mágica
- Lusbela
- Luxo e Vaidade
- Memória do Ouvidor
- Memórias da Rua do Ouvidor
- Memórias de um Sobrinho de meu Tio
- O Moço Loiro
- A Moreninha
- As Mulheres de Mantilha
- A Namoradeira
- A Nebulosa
- Nina
- Um Noivo e Duas Noivas
- Um Passeio pela Cidade do Rio de Janeiro
- O Primo da Califórnia
- O Rio do Quarto
- Os Romances de Semana
- Rosa
- Vicentina
- Vingança por Vingança
- As Vítimas Algozes

### Joaquim Nabuco(1849 - 1910)
- O Abolicionismo
- Amour et Dieu
- Balmaceda
- Camões e os Lusíadas
- Discursos Parlamentares
- Escritos e Discursos Literários
- Um Estadista no Império (3 vols.)
- Minha formação

### José Antônio do Vale Caldre e Fião(1824 - 1876)
- A Divina Pastora

### José de Alencar(1829 - 1877)
- Alfarrábios
- As Asas de Um Anjo
- Carta sobre a Confederação de Tamoios
- Cartas Políticas de Erasmo e ao Imperador
- Cinco Minutos
- Como e Porque sou Romancista
- Ao Correr da Pena
- O Crédito - teatro
- Demônio Familiar - Teatro
- Diva
- Encarnação
- O Garatuja
- O Gaúcho
- O Guarani
- A Guerra dos Mascates
- Ao Imperador
- Iracema
- O Jesuíta
- O Juízo de Deus
- Lucíola
- Mãe
- As Minas de Prata
- A Noite de São João
- Novas Cartas Políticas de Erasmo
- A Pata da Gazela
- Ao Povo
- Senhora
- O Sertanejo
- O Sistema Representativo
- Sonhos D'oro
- Til
- O Tronco do Ipê
- Ubirajara
- Verso e Reverso - Teatro
- A Visão de Jó
- A Viuvinha

### Pe. José de Anchieta(1534 - 1597)
- Arte da Gramática da Língua mais usada na costa do Brasil
- Auto Representado na Festa de São Lourenço
- De Beata Virgine Dei Matre Maria (Auto da Virgem)
- Feitos de Mem de Sá
- Na Vila de Vitória
- Na Visitação de Santa Isabel

### José Simões Lopes Neto(1865 - 1916)
- Cancioneiro Guasca

### José Valentim Fialho de Almeida(1857-1911)
- Contos
- A Cidade do Vício
- Lisboa Galante
- O País das Uvas
- Os Gatos
- Pasquinadas
- Vida Irónica
- A Esquina
- Barbear e Pentear
- Estâncias de Arte e de Saudade
- Aves Migradoras
- Figuras de Destaque
- Actores e Autores
- Vida Errante

### Júlio Dinis(1839 - 1871)
- Uma Família Inglesa
- Os Fidalgos da Casa Mourisca
- A Morgadinha dos Canaviais
- Poesias
- As Pupilas do Senhor Reitor
- Um Rei Popular
- Um Segredo de Família
- Serões da Província

### Júlio Ribeiro(1845 - 1890)
- A Carne

### Luis José Junqueira Freire(1832 - 1855)
- Contradições Poéticas
- Elementos de Retórica Nacional
- Inspirações do Claustro

## L

### Latino Coelho(1825 - 1891)
- História Política e Militar de Portugal
- Luís de Camões
- Vasco da Gama
- Marquês de Pombal

### Lima Barreto(1881 - 1922)
- Bagatelas
- Os Bruzundangas
- O Cemitério dos Vivos
- Clara dos Anjos
- Coisas do reino do Jambom
- Crônicas escolhidas
- Diário Íntimo
- Feiras e Mafuás
- Histórias e Sonhos
- O Homem que Sabia Javanês e Outros Contos
- Marginália
- A Nova Califórnia
- Numa e a Ninfa
- Recordações do Escrivão Isaías Caminha
- O Subterrâneo do Morro do Castelo
- Triste fim de Policarpo Quaresma
- Vida e morte de M.J. Gonzaga de Sá
- Vida Urbana

### Lindolfo Rocha(1862 - 1911)
- Maria Dusá

### Luís de Camões(1524? - 1580)
- Auto dos Anfitriões
- Auto do Filodemo
- Canções e Elegias
- Cartas
- El-Rei Seleuco
- Os Lusíadas
- Redondilhas
- Rimas
- Sonetos

### Licurgo de Paiva(1842 - 1888)
- Flores da Noite

### Fr. Luís de Sousa(1555 - 1632)
- Vida de Don Frei Bartolomeu dos Mártires (1619)
- Primeira Parte da História de S. Domingos (1623)
- Segunda Parte da História de S. Domingos (1626)
- Anais de el-Rei D. João III (1628)
- Vida de Sóror Margarida do Sacramento
- Considerações das Lágrimas Que a Virgem N. Senhora Derramou na Sagrada Paixão
- Vida do Beato Henrique Suso

## M

### Machado de Assis(1839 - 1908)
- Americanas
- Balas de Estalo
- Bons Dias
- O Caminho da Porta
- A Carteira
- Casa Velha
- Contos sem data
- Crisálidas
- Crítica
- Críticas Literárias
- Críticas Teatrais
- Crônicas
- Desencantos
- Os Deuses de Casaca e Tu
- Dom Casmurro
- Esaú e Jacó
- Escritos Avulsos
- Falenas
- Helena
- História de Quinze Dias
- Iaiá Garcia
- Lições de botânica
- A Mão e a Luva
- Memorial de Aires
- Memórias Póstumas de Brás Cubas
- Não Consultes o Médico
- Notas Semanais
- Novas Relíquias
- Ocidentais
- Outras Relíquias
- Poesias
- Protocolo
- Quase Ministro
- A Queda que as Mulheres têm para os Tolos
- Quincas Borba
- Ressurreição
- A Semana
- Só Tu, Puro Amor
- Terpsicore

- Contos Fluminenses
  - Miss Dollar
  - Luís Soares
  - A Mulher de Preto
  - O Segredo de Augusta
  - Confissões de uma Viúva
  - Linha Reta e Linha Curva
  - Frei Simão

- Histórias da Meia-noite
  - A Parasita Azul
  - As Bodas de Luís Duarte
  - Ernesto de Tal
  - Aurora sem Dia
  - Goivos e Camélias
  - A Ela
  - O Relógio de Ouro
  - Ponto de Vista

- Histórias sem Data
  - A Igreja do Diabo
  - O Lapso
  - Último Capítulo
  - Cantiga de Esponsais
  - Singular Ocorrência
  - Galeria Póstuma
  - Capítulo dos Chapéus
  - Conto Alexandrino
  - Primas de Sapucaia
  - Uma Senhora
  - Anedota Pecuniária
  - Fulano
  - A Segunda Vida
  - Noite de Almirante
  - Manuscrito de um Sacristão
  - Ex Cathedra
  - A Senhora do Galvão
  - As Academias de Sião

- Páginas Recolhidas
  - Caso da Vara
  - O Dicionário
  - Um Erradio
  - Eterno!
  - Missa do Galo
  - Idéias do Canário
  - Lágrimas de Xerxes
  - Papéis Velhos
  - Henriqueta Renan
  - O Velho Senado
  - Entre 1892 E 1894

- Papéis Avulsos
  - O Alienista
  - A Chinela Turca
  - Na Arca
  - D. Benedita
  - O Segredo do Bonzo
  - O Anel de Polícrates
  - O Emprésstimo
  - A Sereníssima República
  - O Espelho
  - Uma Visita de Alcebíades
  - Verba Testamentária

- Relíquias de Casa Velha
  - Pai Contra Mãe
  - Maria Cora
  - Marcha Fúnebre
  - Um Capitão de Voluntários
  - Suje-Se, Gordo!
  - Umas Férias
  - Evolução
  - Pílades e Orestes
  - Anedota do Cabriolet
  - Páginas Críticas e Comemorativas

- Várias História
  - A Cartomante
  - Entre Santos
  - Uns Braços
  - Um Homem Célebre
  - A Desejada das Gentes
  - A Causa Secreta
  - Trio em Lá Menor
  - Adão e Eva
  - O Enfermeiro
  - O Diplomático
  - Mariana
  - Conto de Escola
  - Um Apólogo
  - D. Paula
  - Viver!
  - O Cônego ou Metafísica do Estilo

### Manuel Inácio da Silva Alvarenga(1749 - 1814)
- O Desertor das Letras
- Glaura, poemas eróticos

### Manuel Antonio de Almeida(1831 - 1861)
- Dois amores- drama lírico
- Memórias de um Sargento de Milícias

### Pe. Manuel Bernardes(1644 - 1710)
- Nova floresta (5 vols.)
- Luz e Calor
- Pão Partido em Pequeninos
- Os Últimos Fins do Homem.

### Manuel Botelho de Oliveira(1636 - 1711)
- Amor, Enganos y Celos
- À Ilha de Maré
- Hay amigo para amigo

### Frei Manuel Calado do Salvador(1584 - 1654)
- O Valeroso Lucideno
- Triunfo da Liberdade

### Pe. Manuel da Nóbrega(1517 - 1570)
- Cartas do Brasil
- Diálogos sobre a Conversão dos Gentios

### Manuel Oliveira de Paiva(1861 - 1892)
- Dona Guidinha do Poço

### Manuel de Santa Maria Itaparica(1704 - 1768)
- Descrição da Ilha de Itaparica

### Mário de Sá-Carneiro(1890 - 1916)
- Céu em Fogo
- A Estranha Morte do Professor Antena
- O Fixador de Instantes
- A Confissão de Lúcio
- Dispersão
- O Homem dos Sonhos
- Loucura... e o Incesto
- Mistério, Asas
- Poesias

### Mário Pederneiras(1868 - 1915)
- Agonia
- Histórias do Meu Casal
- Ao Léu do Sonho e à Mercê da Vida
- Outono
- Rondas Noturnas

### Martim Codax(XIII?)
- Ondas do Mar de Vigo

### Martins Pena(1815 - 1848)
- A Barriga do meu Tio
- O Caixeiro da Taverna
- As Casadas Solteiras
- O Cigano
- Os Ciúmes de um Pedestre ou O Terrível Capitão do Mato
- D. João de Lira ou O Repto
- D. Leonor Teles
- As Desgraças de uma Criança
- O Diletante
- Os Dous, ou O Inglês Maquinista
- Um Estrangeiro na Corte
- A Família e a Festa na Roça
- Fernando (ou o Cinto Acusador)
- Os Irmãos das Almas
- Itaminda ou O Guerreiro Tupã
- O Jogo de Prendas
- O Judas em Sábado de Aleluia
- O Juiz de Paz da Roça
- Os Meirinhos
- O Namorador ou a Noite de São João
- O Noviço
- Quem casa, quer casa
- Um Segredo de Estado
- Os Três Médicos
- O Usurário
- Vitiza ou O Nero da Espanha

### Matias Aires(1705 - 1763)
- Reflexões sobre a vaidade dos homens

### Frei Francisco do Monte Alverne(1784 - 1858)
- Obras Oratórias (1833), em 4 volumes
- Compêndio de Filosofia (1859)

### Murilo Araujo(1894 - 1980)
- Carrilhões

## O

### Olavo Bilac(1865 - 1918)
- Alma Inquieta
- Bocage
- O Caçador de Esmeraldas
- Conferências Literárias
- Crítica e Fantasia
- Crônicas e Novelas
- A Defesa Nacional
- Dicionário de Rimas
- Hino à Bandeira
- Ironia e Piedade
- Panóplias
- Poesias infatins
- Profissão de Fé
- Sarças de Fogo
- Tarde
- Tratado de Versificação (parceria com Guimarães Passos)
- Últimas Conferências e Discursos
- Via-Láctea
- As Viagens

## P

### Paio Soares de Taveirós(séc. XII)
- Cantiga de Guarvaia ou Cantiga da Ribeirinha

### Pedro Kilkerry(1855 - 1917)
- Os Anais (colaboração em revista)
- Nova Cruzada (colaboração em revista)

### Pero Lopes de Sousa(1497 - 1539)
- O Diário de Navegação

### Pero de Magalhães Gândavo(ca. 1540 - ca. 1580)
- História da Província de Santa Cruz
- Tratado da Terra do Brasil

### Pero Vaz de Caminha(1450 - 1500)
- A Carta
- Carta do Mestre João
- Relação do Piloto Autônomo

## Q

### Qorpo Santo(José Joaquim de Campos Leão) (1829 - 1883)
- Um Assovio
- Um Credor da Fazenda Nacional
- Mateus e Mateusa
- Certa Entidade em Busca de Outra

## R

### Raimundo da Mota de Azevedo Correia(1860 - 1911)
- Aleluias
- Primeiros Sonhos
- Sinfonias
- Versos e Versões

### Ramalho Ortigão(1836 - 1915)
- As Farpas
- Em Paris
- Notas de Viagem
- A Holanda
- John Bull
- As Praias de Portugal
- El Rei D. Carlos, o Martirizado

### Raul de Leoni(1825 -1926)
- Luz mediterrânea
- Ode a um Poeta Morto

### Raul Pompéia(1863 - 1895)
- Agonia
- O Ateneu
- Canções sem Metro
- As Jóias da Coroa
- Microscópios
- Uma Tragédia no Amazonas

### Roberto Gomes(1882 - 1922)
- A Casa Fechada

### Rocha Pita(1660 - 1738)
- História da América Portuguesa
- Poemas Diversos
- Tratado Político

### Rui Barbosa(1849 - 1923)
- Cartas da Inglaterra
- Cartas Políticas e Literárias
- Discurso sobre Oswaldo Cruz
- Elogio de Castro Alves
- A Imprensa e o Dever da Verdade
- Oração aos Moços
- O Papa e o Concilio
- A Queda do Império
- Réplica às Defesas da Redação do Projeto do Código Civil
- Saudações a Anatole France

### Rui de Pina( 1440? - 1522?)
- Crônicas de Afonso V
- Crônicas de D. João II

## S

### Sá de Miranda(1481 - 1558)
- Comédia dos Estrangeiros
- Comédia dos Vilhalpandos
- Sátiras
- A Egipcíaca Santa Maria
- Cancioneiro Geral

### Santa Rita Durão(1722 - 1784)
- Caramuru[19]
- Descrição da Função do Imperador de Eiras

### Silva Alvarenga(1749 - 1814)
- Bárbara Heliodora
- O Desertor das Letras
- Epistola à Basílio da Gama
- Estela e Nise
- Glaura

### Silvio Romero(1851 - 1914)
- Contos Populares do Brasil

### Soares de Passos(1826 - 1860)
- Poesia (1855)- poema antológico: "O noivado no sepulcro"

### Sóror Mariana Alcoforado(1640 - 1723)
- Cartas Portuguesas[20]

## T

### Tenreiro Aranha(1769-1811)
- Oração ou Breve discurso
- Ode Pindarica
- Drama pela fundação da casa para depósito de pólvora no rio Aurá, perto da Cidade do Pará
- Os pastores do Amazonas: drama pastoril
- A felicidade no Brasil: drama em hum só acto
- Melizo, Idyllio

### Tomás Antonio Gonzaga(1744 - 1810)
- Cartas Chilenas
- Cartas sobre a usura
- Marília de Dirceu
- Tratado de Direito Natural

### Trindade Coelho(1861 - 1908)
- Os Meus Amores[21]
- In Illo Tempore[21]

## V

### Vicente Augusto de Carvalho(1866 - 1924)
- Ardentias
- Marinha[22]
- Páginas Soltas
- Poemas e Canções[22]
- Relicário[22]
- Rosa, Rosa de amor[22]
- Verso e Prosa
- Versos da Mocidade
- A Voz do Sino

### Fr. Vicente do Salvador (Vicente Rodrigues Palha)(1564 - 1636-39?)
- História do Brasil

### Visconde de Taunay(1843 - 1899)
- Amélia Smith
- Cenas de Viagem
- Céus e Terras do Brasil
- A Conquista do Filho
- Da Mão à Boca se Perde Sopa
- No Declínio
- Diário do Exército
- O Encilhamento Historias Brasileiras
- Ao Entardecer (contos vários)
- Inocência
- Lágrimas do Coração
- A Mocidade de Trajano
- Narrativas Militares
- Ouro sobre o Azul
- Por um triz Coronel
- A Retirada da Laguna